# Weekend Getaway
Weekend Getaway es una película de drama romántica nigeriana de 2012 dirigida por Desmond Elliot. Está protagonizada por Genevieve Nnaji, Ramsey Nouah, Monalisa Chinda, Ini Edo, Uti Nwachukwu, Alexx Ekubo, Bryan Okwara, Beverly Naya y Uru Eke. Recibió 11 nominaciones y ganó 4 premios  Nollywood & African Film Critics Awards (NAFCA) de 2013. También recibió 2 nominaciones en los Best of Nollywood Awards 2013, de las que  Alexx Ekubo ganó el premio al Mejor Actor en un papel secundario.

## Elenco
- Genevieve Nnaji
- Ramsey Nouah
- Monalisa Chinda
- Ini Edo
- Uti Nwachukwu
- Beverly Naya
- Alexx Ekubo
- Bryan Okwara
- Uru Eke
- Ekere Nkanga
- Ime Bishop Umoh
- Bobby Obodo

## Recepción
Mantiene una calificación del 20% en Nollywood Reinvented, que criticó su originalidad, historia y previsibilidad.
Wilfred Okiche de YNaija comentó que a pesar de la calidad del elenco, no tenían mucho guion con el que trabajar. También notó ubicaciones excesivas de productos, mala edición y actuación.
Además, NollywoodCritics mencionó la correlación negativa de las distintas líneas argumentales.
Por otro lado, Efe Doghudje de 360Nobs le dio una calificación promedio de 6 sobre 10 estrellas, calificándola como "linda y algo divertida". El crítico pensó que la actuación era buena en algunos puntos, pero en muchos sentidos no era creíble. La escena de Uti con Genevieve, que se suponía que era inteligente, ingeniosa, sarcástica y sensual, carecía de la intensidad de Jinx y James Bond (Halle Berry y Pierce Brosnan) o Sr. y Sra. Smith, agentes del servicio secreto (o espías) con el ojo puesto en el premio".